# 荒中
荒 中（あら ただし、1954年4月21日 - ）は、日本の弁護士。日本弁護士連合会会長、法務省検察官適格審査会委員。仙台弁護士会会長や、日本弁護士連合会副会長、日本弁護士連合会事務総長、最高検察庁参与等を歴任。

## 人物・経歴
福島県相馬市生まれ。
1973年：福島県立相馬高等学校卒業。
1979年：東北大学法学部卒業。
1982年：弁護士登録、仙台弁護士会入会。
1995年：宮城県消費生活審議会委員。
1997年：仙台弁護士会副会長。
1999年：仙台市社会福祉協議会地域福祉権利擁護事業検討委員会委員長。
2000年：東北弁護士会連合会代表幹事。仙台市社会福祉協議会権利擁護相談センター連絡調整会議議長。
2001年：宮城県青少年問題協議会委員。
2006年：仙台弁護士会常議員会議長。
2008年：仙台弁護士会会長、日本弁護士連合会常務理事。
2009年：日本弁護士連合会副会長。
2010年：日本司法支援センター推進本部事務局長。
2011年：最高検察庁検察運営全般に関する参与会参与、最高検察庁知的障がい専門委員会・監察指導部参与、国立大学法人宮城教育大学監事。
2012年：日本弁護士連合会事務総長、最高裁判所裁判官推薦委員会委員。
2014年：文部科学省高等教育局法科大学院加算プログラム委員会委員、日本弁護士連合会事務総長付特別嘱託。
2020年：日本弁護士連合会会長。東京弁護士会、第一東京弁護士会、第二東京弁護士会、大阪弁護士会以外からは34年ぶり2人目。法務省検察官適格審査会委員。
2024年4月29日の春の叙勲で旭日重光章を受章した。